# Hadena rufilinea
Hadena rufilinea är en fjärilsart som beskrevs av Druce 1909. Hadena rufilinea ingår i släktet Hadena och familjen nattflyn. Inga underarter finns listade i Catalogue of Life.